# Juan Vicente Gómez
Juan Vicente Gómez Chacón  (n. 24 iulie 1857, Hacienda La Mulera, Táchira, Venezuela - d. 17 decembrie 1935, Maracay, Aragua, Venezuela) a fost un om politic, președintele Venezuelei în perioadele:
- 1908 - 1913,
- 1922 - 1929 și
- 1931 - 1935.